# Riso nero
Riso nero (Dark Laughter) è un romanzo di Sherwood Anderson del 1925.
Il romanzo riprende il tema del precedente Molti matrimoni del 1923, anche se nel frattempo Anderson aveva letto l'Ulisse di James Joyce. Sebbene Winesburg, Ohio sia l'opera di Anderson più nota oggigiorno, Riso nero fu l'unico suo bestseller mentre era in vita. Nei paesi di lingua inglese è stato fuori commercio dagli inizi degli anni sessanta, e alcuni critici contemporanei considerano il romanzo controverso a causa, in larga parte, dei temi e di un linguaggio attualmente considerato razzista o sessista.
Ernest Hemingway scrisse una parodia di Riso nero in uno dei suoi primi lavori, Torrenti di primavera. Il racconto di Hemingway 
prende in giro le pretese stilistiche di Anderson e i suoi personaggi, e a causa di questo la sua amicizia con Gertrude Stein, suo mentore, venne a concludersi.

## Edizioni
- Sherwood Anderson, Riso nero, traduzione di Cesare Pavese, Einaudi, 1995, ISBN 88-06-13853-7.
- Sherwood Anderson, Riso nero, traduzione di Marina Pirulli, Cliquot, 2016, ISBN 978-88-99729-01-1.
- Sherwood Anderson, Dark Laughter, traduzione di Giuseppe Pascarelli, Edizioni Grenelle, 2016, ISBN 978-88-99370-06-0.